# Erich Reschke
Erich Reschke (* 14. März 1902 in Dortmund; † 21. November 1980) war ein deutscher Kommunist, Gewerkschafter, ehemaliger politischer Häftling im KZ Lichtenburg und im KZ Buchenwald, nach 1945 Thüringer Polizeipräsident, Präsident der Deutschen Verwaltung des Innern (DVdI), als angeblicher Kriegsverbrecher in Workuta inhaftiert, repatriiert und rehabilitiert, Kesselschmied, Major der Deutschen Volkspolizei (DVP) und ehrenamtlicher SED-Parteisekretär im Wohngebiet.

## Leben und Wirken
Reschke absolvierte nach dem Besuch der Volksschule in Hamburg eine Lehre zum Nieter im Schiffsbau. 1920 trat er dem Deutschen Metallarbeiterverband (DMV) bei. Im Jahre 1922 wurde er Mitglied in der Kommunistischen Partei Deutschlands (KPD), in der Roten Hilfe (RH) und im Rotfrontkämpferbund (RFB). Er nahm 1923 am Hamburger Aufstand teil. Weil er Flugblätter der konkurrierenden Roten Gewerkschafts-Opposition (RGO) verteilt hatte, wurde er 1930 aus dem DMV ausgeschlossen. Er betätigte sich gegen den aufkommenden Nationalsozialismus. 1933 wurde er verhaftet und ins Zuchthaus sowie ins KZ Lichtenburg überstellt. 1938 kam er als Häftling in das KZ Buchenwald, wo er Kapo im Baukommando und erster Lagerältester wurde.
Nach der Befreiung von der NS-Herrschaft wurde er Leiter der Polizei des Landes Thüringen, von Juli 1946 bis Juli 1948 war er Präsident der DVdI. Im Jahre 1948 wurde er abberufen in die Zentrale Kommission für staatliche Kontrolle, einem Vorläufer der Arbeiter-und-Bauern-Inspektion (ABI). 1950 wurde ihm die Leitung des Zuchthauses Bautzen übertragen. Im gleichen Jahr verhafteten ihn sowjetische Organe und verurteilten ihn als angeblichen Kriegsverbrecher zu lebenslänglicher Haft im Arbeitslager Workuta, wo er von 1951 bis 1955 leben musste.
Im Oktober 1956 wurde er nach Hause entlassen und bekam eine Arbeit als Kesselschmied im VEB Bergmann-Borsig zugewiesen. Im Jahre 1956 wurde er von der SED rehabilitiert, war in der Folgezeit Major der Volkspolizei in der Strafvollzugsverwaltung. Als er 1962 Rentner wurde, arbeitete er ehrenamtlich als SED-Parteisekretär in seinem Wohnbezirk. Er lebte zuletzt in Hohen Neuendorf, seine Urne wurde auf dem dortigen Friedhof beigesetzt.

## Auszeichnungen
- 1960: Vaterländischer Verdienstorden in Bronze[4]
- 1967: Orden Banner der Arbeit[5]
- 1972: Vaterländischer Verdienstorden in Gold[6]
- 1977: Ehrenspange zum Vaterländischen Verdienstorden in Gold[7]